# جمعية الأيادي الحرفية الخيرية (مكة)
جمعية الأيادي الحرفية الخيرية في مكة المكرمة في السعودية تأسست عام 1930هـ، وتعد أول جمعية حرفية خيرية في السعودية هدفها الرئيسي التدريب الحر في مشروع أو متابعة المتدربين للوصول إلى التوظيف والإنتاج. تقوم بتدريب المشاركين مجانا ضمن العديد من البرامج التي لها مجال عمل، وتلقى الدعم الحكومي ومن القطاع الخاص في السعودية.

## منهج العمل
- خدمات ما قبل التدريب
- خدمات ما بعد التدريب
- التمكين
- البيع ومنافذه

## الإدارة
يراس الجمعية د.مصطفى بن محمد القرشي، اما أعضاء مجلس الادراة:
- حسين بن محمد حبيب الله
- د.بكر بن حمزة خشيم
- د.عاصم بن محمد القرشي

## البرامج
يندرج ضمن عمل الجمعية العديد منالبرامج والتي يتم قبل ادراجها دراسة إذا كان لها سوق عمل ام لا، ويتم عمل صفوف تدريبية وبحد اقصى 10-15 طالبفي الدورة الواحدة. اما البرامج فهي:
1. التصوير الفوتوغرافي، كوش الأفراح
2. الحلي والمشغولات الفضية
3. تصميم المجوهرات والأحجار الكريمة، صيانة وإصلاح الساعات ، جلي وتلميع المجوهرات
4. صناعة علب الهدايا والمجوهرات
5. الخياطة، التطريز، تصميم الأزياء، خياطة شراشف الصلاة والسجاد
6. الكورشيه، التجميل
7. الخزف، الخط العربي، الرسم والنقش والزخرفة،الرسم على الحرير، الرسم على الجدران، الرسم على الزجاج
8. فن الديكور، تشكيل الشمع
9. الصناعات الحجرية والنحت على الرخام
10. الطباعة على الملابس وغيرها
11. تغليف الهدايا
12. تصميم جرافيكس
13. الديكور الداخلي، الطبخ، صناعة الحلويات، صناعة الكيك وتزييه
14. صناعة العطور والبخور، صناعة الصابون والزيوت العطرية ، صناعة السبح، اكسسورات منزلية
15. الصيانة الوقائية في السباكة، الصيانة الوقائية في النجارة المنزلية، الصيانة الوقائية في التكييف، صيانة الجوال، الصيانة الوقائية في الكهرباء
16. خدمات الضيافة، الدعاية والإعلان، المونتاج

## الداعمون
- وزارة العمل والتنمية الاجتماعية السعودية
- صندوق تنمية الموارد البشرية
- وافي
- شركة التصنيع
- الهيئة العامة للسياحة والتراث الوطني
- شركة سليب هاي sleep high
- مؤسسة الراجحي الخيرية
- البنك الأهلي

## الموقع الرسمي
- الموقع الرسمي للجمعية

## روابط خارجية
- لقاء إدارة الجمعية مع برنامج الثامنة على mbc